# Avion (Paso de Calais)
 Avion  es una población y comuna francesa, situada en la región de Norte-Paso de Calais, departamento de Paso de Calais, en el distrito de Lens. Es el chef-lieu del cantón del mismo nombre.

## Demografía
| 808 | 812 | 972 | 1 043 | 1 271 | 1 167 | 1 334 | 1 313 | 1 324 | 1 432 | 1 526 | 1 680 | 1 955 | 2 031 | 2 751 | 3 625 | 5 900 | 8 706 | 9 409 | 9 968 | 4 241 | 14 097 | 16 465 | 15 262 | 16 080 | 19 471 | 20 781 | 22 422 | 22 894 | 21 023 | 18 534 | 18 298 | 17 932 | 17 947 | 17 583 |
| Para los censos de 1962 a 1999 la población legal corresponde a la población sin duplicidades (Fuente: INSEE [Consultar]) |     |     |       |       |       |       |       |       |       |       |       |       |       |       |       |       |       |       |       |       |        |        |        |        |        |        |        |        |        |        |        |        |        |        |